# Helena Willis
Helena Elsa Margareta Willis, född 1964 i Stockholm, är en svensk illustratör. 
Willis är utbildad illustratör och har gått på Nyckelviksskolan samt reklamlinjen på Beckmans Designhögskola.
Willis är författare till böckerna om Olga och Stefan och debuterade 2006 med boken Olga kastar lasso.
Sedan 2002 har hon illustrerat böckerna om LasseMajas detektivbyrå, som är skrivna av Martin Widmark. Den första boken i serien var LasseMajas Detektivbyrå, Diamantmysteriet. Bokserien har blivit julkalender på SVT, TV-spel, brädspel, pysselböcker, Dramaten-pjäs och flera biofilmer.
Willis har också fungerat kostymör och har arbetat med uppsättningen LasseMaja och Operamysteriet på Göteborgsoperan 2016, på Dramaten då LasseMaja och Hamletmysteriet sattes upp 2018 samt på Spira i Jönköping 2018 med uppsättningen Olga kastar lasso, som bygger på den karaktär som Willis själv skrivit om.

## Priser och utmärkelser i urval
- Bokjuryn kategori 7-9 år 2005, för "LasseMajas detektivbyrå, Tidningsmysteriet"
- Spårhunden 2005
- Bokjuryn kategori 7-9 år, 2006, "LasseMajas detektivbyrå, Guldmysteriet"
- Silver i Svenska Tecknares pris för Grafisk design och Illustration, för ”Olga kastar lasso” 2007.